# Николаевка (Лопатинский район)
Николаевка — село в Лопатинском районе Пензенской области России. Входит в состав Лопатинского сельсовета.

## География
Село находится в юго-восточной части Пензенской области, в пределах Приволжской возвышенности, в лесостепной зоне, на правом берегу реки Узы, на расстоянии примерно 2 километров (по прямой) к юго-востоку от села Лопатина, административного центра района. Абсолютная высота — 180 метров над уровнем моря.

### Климат
Климат характеризуется как умеренно континентальный, с тёплым летом и умеренно холодной зимой. Средняя температура воздуха самого холодного месяца (января) составляет −13,2 °C; самого тёплого месяца (июля) — 20 °C. Продолжительность периодов с температурой выше 0 °C — 208 дней, выше 5 °C — 170 дней, выше 10 °C — 136 дней. Годовое количество атмосферных осадков — 420—470 мм, из которых большая часть выпадает в тёплый период. Снежный покров держится в течение 131 дня.

### Часовой пояс
Село Николаевка, как и вся Пензенская область, находится в часовой зоне МСК (московское время). Смещение применяемого времени относительно UTC составляет +3:00.

## История
Основано между 1897 и 1911 гг. как выселок из с. Пылково, вероятно, в связи с перенаселенностью последнего. Селение находилось в Пылковской волости Петровского уезда Саратовской губернии, затем (1921 г.) – в Лопатинской волости. В 1911 г. показано как мордовская деревня, 125 дворов.
С 1928 года село являлось центром сельсовета Лопатинского района Вольского округа Нижне-Волжского края (с 1939 года — в составе Пензенской области). В 1955 г. — в составе Лопатинского сельсовета, колхоз «Путь к коммунизму». 

## Население
| 1911 | 1914 | 1921 | 1926 | 1939 | 1959 | 1979 |
| ---- | ---- | ---- | ---- | ---- | ---- | ---- |
| 869  | ↗920 | ↗999 | ↘801 | ↘374 | ↘322 | ↘218 |
| 1989 | 1996 | 2002 | 2010 |      |      |      |
| ↘172 | ↘151 | ↗155 | →155 |      |      |      |

### Национальный состав
Согласно результатам переписи 2002 года, в национальной структуре населения мордва составляла 53 %, русские — 46 %.